# Lista planetelor minore: 100001–101000
| Nume                                                | Denumire provizorie                                 | Data descoperirii                                   | Locul descoperirii                                  | Descoperitor(i)                                     |                                                     |                                                     |                                                     |                                                     |                                                     |                                                     |                                                     |                                                     |                                                     |                                                     |                                                     |                                                     |                                                     |                                                     |                                                     |                                                     |                                                     |                                                     |                                                     |                                                     |                                                     |                                                     |                                                     |                                                     |                                                     |                                                     |                                                     |                                                     |                                                     |                                                     |                                                     |                                                     |                                                     |                                                     |                                                     |                                                     |                                                     |                                                     |                                                     |                                                     |                                                     |                                                     |                                                     |                                                     |                                                     |
| 100001–100100 Lista planetelor minore/100001–100100 | 100001–100100 Lista planetelor minore/100001–100100 | 100001–100100 Lista planetelor minore/100001–100100 | 100001–100100 Lista planetelor minore/100001–100100 | 100001–100100 Lista planetelor minore/100001–100100 | 100101–100200 Lista planetelor minore/100101–100200 | 100101–100200 Lista planetelor minore/100101–100200 | 100101–100200 Lista planetelor minore/100101–100200 | 100101–100200 Lista planetelor minore/100101–100200 | 100101–100200 Lista planetelor minore/100101–100200 | 100201–100300 Lista planetelor minore/100201–100300 | 100201–100300 Lista planetelor minore/100201–100300 | 100201–100300 Lista planetelor minore/100201–100300 | 100201–100300 Lista planetelor minore/100201–100300 | 100201–100300 Lista planetelor minore/100201–100300 | 100301–100400 Lista planetelor minore/100301–100400 | 100301–100400 Lista planetelor minore/100301–100400 | 100301–100400 Lista planetelor minore/100301–100400 | 100301–100400 Lista planetelor minore/100301–100400 | 100301–100400 Lista planetelor minore/100301–100400 | 100401–100500 Lista planetelor minore/100401–100500 | 100401–100500 Lista planetelor minore/100401–100500 | 100401–100500 Lista planetelor minore/100401–100500 | 100401–100500 Lista planetelor minore/100401–100500 | 100401–100500 Lista planetelor minore/100401–100500 | 100501–100600 Lista planetelor minore/100501–100600 | 100501–100600 Lista planetelor minore/100501–100600 | 100501–100600 Lista planetelor minore/100501–100600 | 100501–100600 Lista planetelor minore/100501–100600 | 100501–100600 Lista planetelor minore/100501–100600 | 100601–100700 Lista planetelor minore/100601–100700 | 100601–100700 Lista planetelor minore/100601–100700 | 100601–100700 Lista planetelor minore/100601–100700 | 100601–100700 Lista planetelor minore/100601–100700 | 100601–100700 Lista planetelor minore/100601–100700 | 100701–100800 Lista planetelor minore/100701–100800 | 100701–100800 Lista planetelor minore/100701–100800 | 100701–100800 Lista planetelor minore/100701–100800 | 100701–100800 Lista planetelor minore/100701–100800 | 100701–100800 Lista planetelor minore/100701–100800 | 100801–100900 Lista planetelor minore/100801–100900 | 100801–100900 Lista planetelor minore/100801–100900 | 100801–100900 Lista planetelor minore/100801–100900 | 100801–100900 Lista planetelor minore/100801–100900 | 100801–100900 Lista planetelor minore/100801–100900 | 100901–101000 Lista planetelor minore/100901–101000 | 100901–101000 Lista planetelor minore/100901–101000 | 100901–101000 Lista planetelor minore/100901–101000 | 100901–101000 Lista planetelor minore/100901–101000 | 100901–101000 Lista planetelor minore/100901–101000 |
| --------------------------------------------------- | --------------------------------------------------- | --------------------------------------------------- | --------------------------------------------------- | --------------------------------------------------- | --------------------------------------------------- | --------------------------------------------------- | --------------------------------------------------- | --------------------------------------------------- | --------------------------------------------------- | --------------------------------------------------- | --------------------------------------------------- | --------------------------------------------------- | --------------------------------------------------- | --------------------------------------------------- | --------------------------------------------------- | --------------------------------------------------- | --------------------------------------------------- | --------------------------------------------------- | --------------------------------------------------- | --------------------------------------------------- | --------------------------------------------------- | --------------------------------------------------- | --------------------------------------------------- | --------------------------------------------------- | --------------------------------------------------- | --------------------------------------------------- | --------------------------------------------------- | --------------------------------------------------- | --------------------------------------------------- | --------------------------------------------------- | --------------------------------------------------- | --------------------------------------------------- | --------------------------------------------------- | --------------------------------------------------- | --------------------------------------------------- | --------------------------------------------------- | --------------------------------------------------- | --------------------------------------------------- | --------------------------------------------------- | --------------------------------------------------- | --------------------------------------------------- | --------------------------------------------------- | --------------------------------------------------- | --------------------------------------------------- | --------------------------------------------------- | --------------------------------------------------- | --------------------------------------------------- | --------------------------------------------------- | --------------------------------------------------- |

| Predecesor: 99001–100000 | Lista planetelor minore 100001–101000 Semnificații ale numelor: 100001–101000 | Succesor: 101001–102000 |